# Anna Kondrasjina
Anna Kondrasjina, född den 23 december 1955 i Sankt Petersburg, är en sovjetisk roddare.
Hon tog OS-silver i scullerfyra i samband med de olympiska roddtävlingarna 1976 i Montréal.